# Gouarec
Gouarec település Franciaországban, Côtes-d’Armor megyében. Lakosainak száma 912 fő (2022. január 1.). Gouarec Plélauff, Plouguernével, Sainte-Tréphine és Bon Repos sur Blavet községekkel határos.

## Népesség
A település népességének változása:
| Lakosok száma | 771  | 1012 | 1026 | 965  | 891  | 905  | 925  | 948  | 952  | 912  |
|               | 1968 | 1982 | 1990 | 2006 | 2013 | 2015 | 2017 | 2019 | 2020 | 2022 |